# 蘇格蘭皇家徽章

蘇格蘭皇家徽章

蘇格蘭皇家徽章（royal coat of arms of Scotland）是蘇格蘭的官方徽章，並且在1707年合併法案成立之前，也曾是蘇格蘭王國的正式徽章。徽章的中央是一個印有紅色獅子的盾牌，象徵蘇格蘭國王。盾徽的上方是皇冠和飾章。最上方則是格言In Defens。盾徽的兩側則是獨角獸。獨角獸並扶有蘇格蘭皇室旗和蘇格蘭國旗。徽章的底座則裝飾有許多大翅薊，這也是蘇格蘭的國花。